# رعاية الشعب الاشتراكي القومي

شارة NSV

رعاية الشعب الاشتراكي القومي ((بالألمانية: Nationalsozialistische Volkswohlfahrt)‏ ، NSV) كانت منظمة الرعاية الاجتماعية خلال الرايخ الثالث. تأسست المنظمة في عام 1931 كمنظمة رفاهية محلية؛ في 3 مايو 1933، بعد وقت قصير من تولي الحزب النازي السلطة في فايمار بألمانيا، حولها هتلر إلى منظمة حزبية تابعة للحزب النازي. كانت المكاتب الرئيسية في برلين. استند هيكل المنظمة على نموذج الحزب النازي، مع إدارات محلية (كريس) ومقاطعة (جاو).
نظّم إريك هيلجنفلت، الذي كان رئيس المكتب في المنظمة، حملة خيرية للاحتفال بعيد ميلاد أدولف هتلر في 20 أبريل 1931. بعد هذه الخطوة، أطلق عليه جوزيف غوبلز اسم قائد المنظمة. تم تأسيس المنظمة كجهاز رعاية الحزب النازي الوحيد في 3 مايو 1933. في 21 سبتمبر من نفس العام، تم تعيين هلفنفلدت مفوضًا رايخًا لبرنامج منظمة الإغاثة الشتوية الألمانية (برنامج دعم الشتاء). في عهد هيلجنفلت، تم توسيع نطاق البرنامج بشكل كبير بحيث اعتبر النظام أنه يستحق لقب «أكبر مؤسسة اجتماعية في العالم». كانت إحدى طرق التوسع هي استيعاب، أو في تنسيق اللغة النازية، المنظمات الخيرية الموجودة بالفعل غير النازية. في عام 1933، أصدر هتلر قرارًا بحظر جميع المنظمات الخيرية الخاصة في ألمانيا، وأمر رئيس NSV Hilgenfeldt بـ «إلى حل جميع مؤسسات الرعاية الاجتماعية الخاصة»، والتي وفرت للنازيين وسائل للانخراط في الهندسة الاجتماعية للمجتمع من خلال اختيار الذين يمكن أن تتلقى فوائد الحكومة. قام هتلر بتأميم البلديات المحلية والولايات الفيدرالية الألمانية وهياكل التوصيل الخاصة التي قدمت خدمات الرعاية للجمهور.

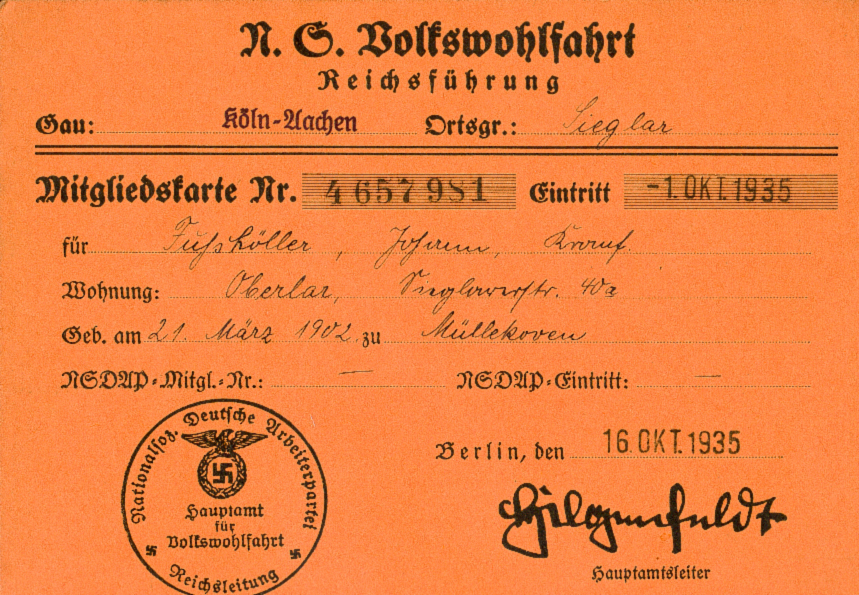
بطاقة عضوية NSV 1935

كانت NSV ثاني أكبر مجموعة جماعية نازية بحلول عام 1935، في المرتبة الثانية بعد جبهة العمال الألمانية. كان لديها 4.7 مليون عضو و520،000 عامل متطوع. يجب أن يكون أعضاء الحزب النازي الذين كانوا ناشطين في مجال الرفاهية المجتمعية بشكل احترافي أو كمتطوعين أعضاء في NSV.
خلال الحرب العالمية الثانية، تولت المنظمة المزيد والمزيد من المسؤوليات الحكومية، وخاصة في مجالات عمل الأطفال والشباب. استمرت نفقات دولة الرفاهية النازية في الارتفاع، حيث ارتفعت بشكل ملحوظ قبل بداية الحرب العالمية الثانية وبعدها مباشرة. في ثلاث سنوات من الميزانية، زادت الأموال المطلوبة في برامج الرعاية الاجتماعية في ألمانيا بأكثر من الضعف من 640.4 مليون من رايخ مارك في عام 1938 إلى 1.395 مليار رايخ مارك بحلول عام 1941.
شاركت NSV أيضًا في توزيع الحساء على مواطني وارسو بعد استسلام المدينة؛ تم استبعاد اليهود من الجهد الذي ركز على الدعاية.
بعد هزيمة ألمانيا النازية في الحرب العالمية الثانية، أصدرت الحكومة العسكرية الأمريكية قانونًا خاصًا يحظر الحزب النازي وجميع فروعه. يُعرف مرسوم اجتثاث النازية، المعروف باسم القانون رقم 5، بحل NSV، مثل جميع المنظمات المرتبطة بالحزب النازي. كان لا بد من إنشاء منظمات الرعاية الاجتماعية من جديد أثناء إعادة الإعمار بعد الحرب في كل من ألمانيا الغربية والشرقية.